# Bathybadistes gurjanovae
Bathybadistes gurjanovae är en kräftdjursart som först beskrevs av Menzies 1962.  Bathybadistes gurjanovae ingår i släktet Bathybadistes och familjen Munnopsidae. Inga underarter finns listade i Catalogue of Life.